# عائدة إيمانقولوييفا
عائدة نصيرقيزي إيمانقولوييفا - (بالأذرية: Aida İmanquliyeva) هي مستشرقة وكاتبة وناقدة ومترجمة وعضو اتحاد الكتاب الأذربيجاني منذ عام 1981، دكتوراه في فقه اللغة (1987)

## حياتها
ولدت عائدة إيمانقولوييفا 10 أكتوبر 1939 في مدينة باكو، في عائلة مثقفة.
بعدما تخرجت من المدرسة الثانوية 132 بالميدالية الذهبية، ثم درست اللغة العربية في كلية الدراسات الشرقية بجامعة ألأذربيجان الحكومية.(1957–1962)
في عام 1966، بعد التخرج، عُينت باحثًا مبتدئًأ في معهد شعوب الشرق الأدنى والأوسط التابع لأكاديمية العلوم الأذربيجانية، ثم باحث أول (1966-1976)، ثم رئيس قسم فقه اللغة العربية (1976- 1988)، نائب المدير للشؤون العلمية (1988- 1991) في معهد شعوب الشرق الأوسط والشرق الأدنى. وميرًا للمعهد ابتداء من 1991 إلى غاية وفاتها.
والوقوف في عداد العلماء المستشرقين الذين لهم شهرة عالمية شرف طبعا. إلا أن عائدة هانم لها خدمة علمية – فلسفية متميزة من اللآخرين تميزها عن زملائها.

## نشاطها العلمي
يجب أن يقف موقف الآهتمام حوار الحضارات الشرقية - الغربية وفكرة الوحدة البشرية اللذان يشكلان خط إبداعها الآساسي.
```
إذ أن عائدة هانم لم تكتن بذكر خدمات الأشخاص الأفذاذ الذين دراستهم بل قدمت آراء قيمة جدا في إتجاه حل القضية بين 
الشرق
 
والغرب
.
[
4
]
```

كانت عائدة ترمز وحدة الشرق والغرب بمزاياها الفردية التولدية. وكانت عائدة هانم التي جسدت بمظهرها ومعنويتها شعرية الشرق وعلويته تمثل في آن واحد حضارة الغربالعصرية بآتصالها بالعلم وعقلانيتها وخصائصها التنطمية وعصريتها.
نشرت مقالتها الأولى <<ميخائيل نوميم والأدب الروسي المتقدم في القرن التاسع عشر>> في مجلة <<أذربيجان>>.
ترجمت عديد من القصص للكاتب اللبناني نومين من العربية إلى الروسية ونشرت في مجلة << فوستوشني ألماناكس >> (موسكو،1979)
نشرت عائدة إيمانقولوييفا مجموعة القصص بعنوان <<رجل وطير>> مع مرشح العلوم الفلسفية، أستاز اللغة العربية في كلية ألإستشراق لجامعة ألأذربيجان الحكومية مالك قراييف في السبعينيات.(1971، 1973،1979 1981)
تمثل بروفيسور إيمانقولوييفا الدراسات الشرقية في العديد من البلدان الأجنبية (موسكو، كييف، بولتافا، سانت بطرسبرغ، هالي).
كانت عضو في هيئة رئاسة اتحاد المستشرقين.

## مؤلفاتها
- << رابطة القلم >> ومايكل نيوم، باكو: علم، عام 1975، صفحة 145.
- جوبران خليل جوبران (حياته وإبداعه)، باكو: سسينس، عام 1975، صفحة 71
- كوريفايوس الأدب العربي الجديد، باكو: علم، عام 1991، صقحة 324.
- << وحدة الأقلام >> ومايكل نيوم، باكو: علم 2002، صفحة 180.
- كوريفايوس ادب العربي الجديد، باكو: علم 2003، صفحة 400.[7]

### مقالاتها
- شعراء الشرقيين، لينين والاتحاد السوفيتي،1970
- صراع من أجل حرية قومية للشعوب الشرقيين و << أكتوبر العظمى >>، عام 1977
- الاتحاد السوفيتي والشرق الأجنبي، عام 1980
- مشكلة الصراع من أجل العدالة الاجتماعية وتقدم في ادب العصرية لشعوب الشرق الأوسط، عام 1982
- قضايا الحركة الحرية القومية في الشرق الأوسط والأدنى، عام1985
- «قضايا اللغة الشرقية»، عام 1986 -1987
- مشكلة الشرق الأجنبي: التاريخ والعصرية،1978
- الابتكار والتقليدية في أدب الشرق، 1988

### ترجمتها
- حكايات الإنسان والطيور، باك: آذرنشر، عام 1974، صفحة 118
- في بحوث أيام الابيض (نموذج من الأدب العراقي)، باكو: كاتب، 1983، صفحة 137